# Paul Paulson
Paul Paulson (i riksdagen kallad Paulson i Ekeberga), född 5 september 1851 i Välluv, Malmöhus län, död 31 mars 1924 i Välluv, var en svensk lantbrukare och politiker.
Paulson var son till en rusthållare, gift med dottern till en åbo, och bror till Johannes Paulson. Han var lantbrukare i Ekeberga i Välluvs socken. Han var även kommunalordförande samt landstingsman. Han var ledamot av riksdagens första kammare 1893–1896 och från 1900, invald i Malmöhus läns valkrets samt var däremellan ledamot av andra kammaren 1897–1899, invald i Luggude domsagas södra valkrets. Han var ledamot i Statsutskottet 1907–1909 och i Jordbruksutskottet 1910. Paulson var moderat frihandlare.